# Alain Nana
Alain Nana (Uagadugú, Alto Volta, 7 de diciembre de 1971) es un exfutbolista de Burkina Faso que jugaba en la posición de centrocampista.

## Carrera

### Club
Jugó toda su carrera con el Etoile Filante Ouagadougou de 1992 a 2002, equipo con el que fue campeón nacional en cuatro ocasiones, ganó seis títulos de copa y tres supercopas.

### Selección nacional
Jugó para Burkina Faso en 27 ocasiones de 1992 a 2001 y anotó dos goles; participó en la Copa Africana de Naciones 1998.

## Logros
- Primera División de Burkina Faso (4): 1992, 1993, 1994, 2001
- Copa de Burkina Faso (6): 1992, 1993, 1996, 1999, 2000, 2001
- Supercopa de Burkina Faso (3): 1993–94, 1995–96, 1998–99